# Shuguria
Shuguria es un género de foraminífero bentónico de la familia Ptychocladiidae, de la superfamilia Ptychocladioidea, del suborden Fusulinina y del orden Fusulinida. Su especie tipo es Shuguria flabelliformis. Su rango cronoestratigráfico abarca el Frasniense (Devónico superior).

## Clasificación
Shuguria incluye a las siguientes especies:
- Shuguria flabelliformis
- Shuguria ornata